# Wieża Duńska na Wawelu
Wieża Duńska – jedna z czterech wież mieszkalnych Zamku Królewskiego na Wawelu. Znajduje się przy wschodnim skrzydle rezydencji.
Wieża Duńska powstała w wyniku przebudowy istniejącej tu wcześniej wieży z około 1315 roku i określanej mianem „prawdziwej” wieży Łokietkowej (wieża ta powstała w miejscu XII-wiecznego stołpu, którego ściana południowo-zachodnia została częściowo wykorzystana w poprzedniczce Wieży Duńskiej, natomiast narożnik zachodni wtopiony został w mury wysuniętego belwederka zwanego obecnie Kurzą Nogą).
W obecnej postaci wieża wzniesiona została na polecenie Władysława Jagiełły pomiędzy końcem XIV wieku a 1424 rokiem, gdy zakwaterowano w niej króla duńskiego. W wieży tej mieszkał w 1424 roku przybyły na koronację Zofii, czwartej żony Jagiełły, król duński Eryk Pomorski. Określenie Dunska Vieza pojawia się po raz pierwszy w rachunkach wielkorządców krakowskich w 1525 r. Wtedy też powstała ciosowa kamienna elewacja. W XVI stuleciu włączono ją w obręb renesansowego zamku. Pomiędzy latami 1529–1531 powstała renesansowa altana na najwyższym piętrze wieży. Po pożarze w 1595 roku dachów i górnej kondygnacji zamku, na polecenie króla Zygmunta III Wazy otwarta altana została zabudowana w celu stworzenia dodatkowych pomieszczeń dla władcy. Król zajął też na swoje potrzeby 1 piętro wieży. 
W latach 1854–1856 częściowo przebudowana w stylu pseudogotyckim i zwieńczona krenelażem. Przeróbki z XIX wieku zaczęto usuwać w 1914 roku i w latach 1922–1924. W miejscu dawnej altany Adolf Szyszko-Bohusz zaprojektował otwartą loggię kolumnowo-architrową. 
Restaurowana w latach 1995–1996. 
Dawniej jedno z wnętrz eksponowano jako Łożnicę Królewską. Obecnie górna część wnętrza to sień i apartament prezydenta Ignacego Mościckiego. W części parterowej dwie sale mieszczą ekspozycję ze Szczerbcem (Sala Jadwigi i Jagiełły) oraz Zbrojownią zamkową.

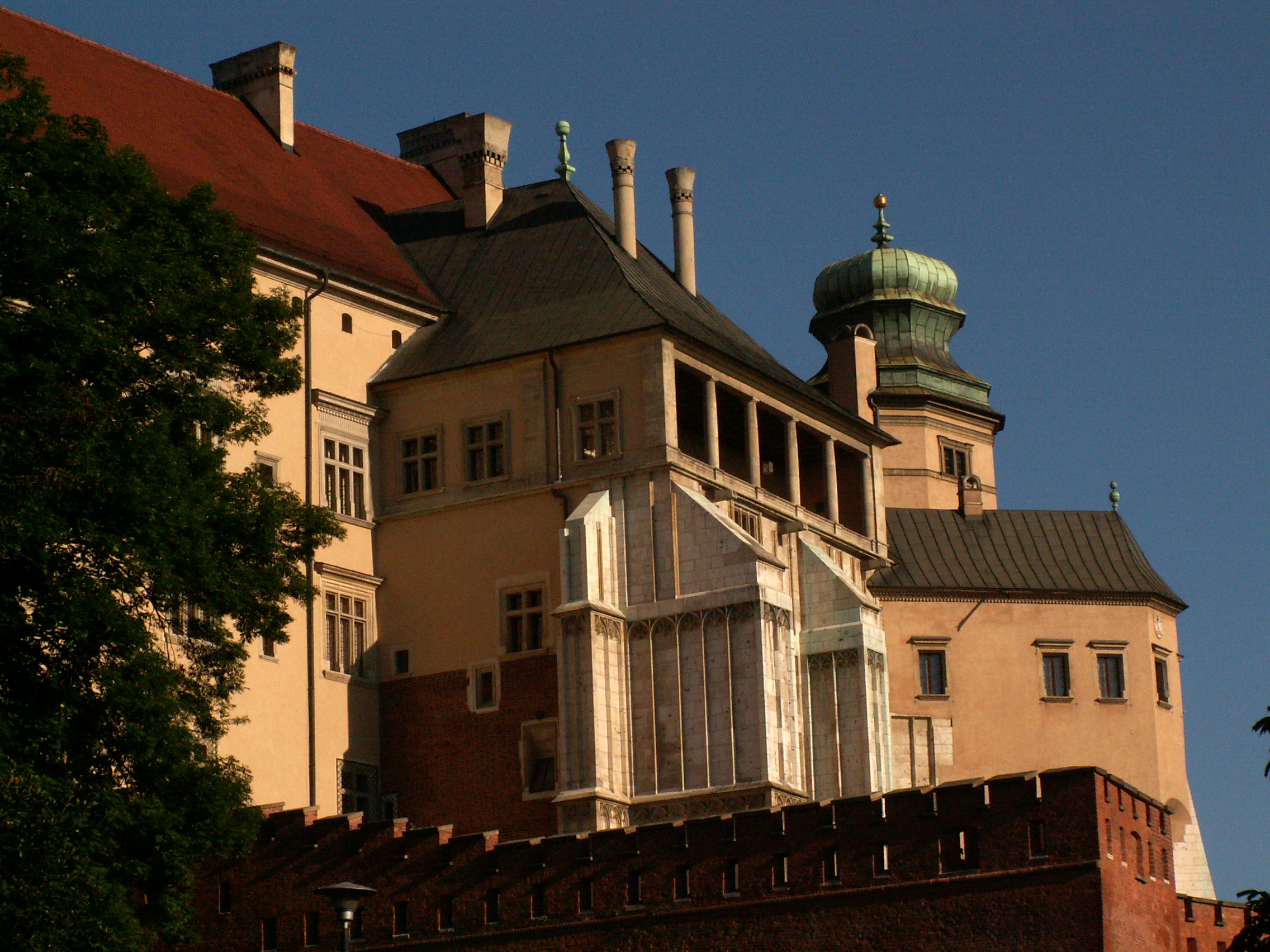
Wieża Duńska
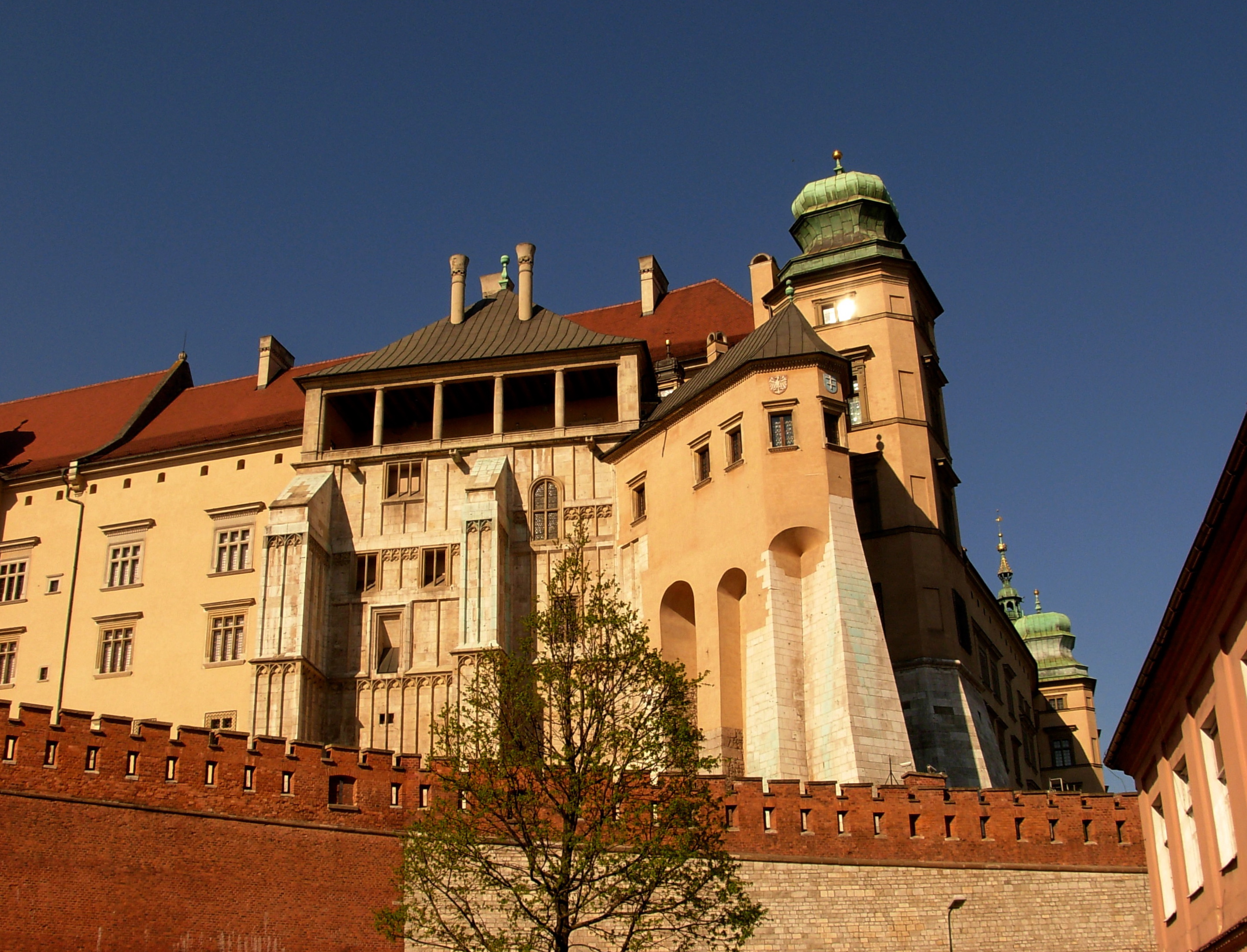
Wieża Duńska i Kurza Stopa